# Фелічіта Фрай
Фелічіта Фрай (італ. Felicita Frai), уроджена Феліце Фрайова (чеськ. Felice Frajova; 20 жовтня 1909, Прага – 14 квітня 2010, Мілан) - італійська художниця чеського походження.

## Біографічні відомості
Народився в Празі при імператорі Австрії Франц Йосифі. Перервавши навчання в університеті в рідному місті, переїхала до Італії в 1930 році, спочатку в Трієст, а потім у Феррару. Тут вона була ученицею Акілле Фуні, з де вивчала фрескову техніку і співпрацювала в 1936 році над оздобленням Міфу про Феррару у залі «Аренго» міського палацу Феррари. У 1937 році співпрацювала з Фуні на фресках церкви Сан-Франческо Нуово в Триполі в Лівії. 
У 1938 році дебютувала на Венеціанській міжнародній бієнале мистецтв, взявши участь також у 1948 році. 
У 40-х роках переїхала до Мілану, де відвідувала студію Джорджо Де Кіріко та брала участь у всіх Трієнале з 1945 по 1954 рік. Присвятила себе малюванню живопису та натюрморту, а також гравюрі та ілюстраціям книг, таких як «Подорож Льюїса Керролла» у задзеркалля» ( 1947 ) та «Дерево їжака» ( 1948 ) Антоніо Грамші . 
У 2001 році італійська художниця отримала «Ambrogino d'oro»  . 
Померла у 2010 році у віці 100 років  .

## Діяльність
Фелічіта Фрай працювала олією, темперою, аквареллю, гравіюванням та літографією. Перш за все, художниця малювала жіночий образ у нескінченних варіаціях, окрім своїх барвистих і красивих квітів. 